# Villa Amphorn Sathan
La Villa Amphorn Sathan è una villa reale che si trova all'interno del Palazzo Dusit di Bangkok, in Thailandia.

## Storia
La costruzione iniziò nel 1890 per ordine del re di Thailandia Rama V, che voleva una villa in stile europeo all'interno dei giardini del Palazzo Dusit, e terminò nel 1906. La residenza fu inizialmente chiamata "Giardino d'Avorio" ma poi il nome fu cambiato in Phra Thinang Amphorn Sathan che in lingua thai significa "La sede reale nel cielo".
Il re Rama V visse nella residenza e vi morì nel 1910 e anche i suoi successori Vajiravudh e Prajadhipok trascorsero del tempo nella villa durante i loro rispettivi regni. La villa divenne poi la residenza di re Bhumibol Adulyadej quando tornò dalla Svizzera nel 1950 e decise di vivervi prima della cerimonia di incoronazione e durante i lavori di ristrutturazione del Palazzo Chitralada, la residenza preferita dalla famiglia reale. Durante il soggiorno della coppia reale nella villa, nacquero tre dei loro figli: il principe Vajiralongkorn il 28 luglio 1952, la principessa Sirindhorn il 2 aprile 1955 e la principessa Chulabhorn il 4 luglio 1957.
La residenza è inoltre nota alla maggior parte dei thailandesi perché fu il luogo da dove venivano trasmesse alla radio molte delle prime trasmissioni musicali in cui Bhumibol suonava con vari musicisti jazz e la sua band. 
Nel 1972 il principe Vajiralongkorn fu nominato principe ereditario della Thailandia e gli fu concessa la villa come residenza ufficiale, al cui interno il 7 dicembre 1978 nacque sua figlia maggiore, la principessa Bajrakitiyabha. Il 1º dicembre 2016, Vajiralongkorn ha accettato l'invito formale del presidente dell'Assemblea nazionale di diventare re Rama X nella sala del trono della residenza e attualmente la villa Amphorn Sathan è la casa principale ed il palazzo lavorativo del re a Bangkok.

## Architettura
La residenza si trova sul lato sud del Palazzo Vimanmek e sul lato nord-ovest della Sala del Trono Ananta Samakhom.
La villa è composta da un edificio a 3 piani nello stile di una villa di campagna europea e la pianta ricorda una forma ad H, composta da due edifici rettangolari costruiti parallelamente tra loro e collegati da un ponte verticale.
Lo stile degli interni è una combinazione di stili Art Nouveau e Secondo Impero con diverse decorazioni in stucco con dettagli di fiori e fogliame. Il bordo delle porte e delle finestre presenta decorazioni a forma di piante e forme organiche realizzate con la tecnica del cemento bagnato. Le pareti interne ed i soffitti sono decorati con affreschi realizzati da Galileo Chini e Annibale Rigotti.